# Nerviano
Nerviano – miejscowość i gmina we Włoszech, w regionie Lombardia, w prowincji Mediolan.
Według danych na rok 2004 gminę zamieszkiwało 16 715 osób, 1285,8 os./km².